# Anne Kremer
Anne Kremer (Luxemburg, 17 oktober 1975) is een voormalig tennisspeelster uit Luxemburg. Haar favoriete ondergrond is hardcourt en gras. Zij speelt rechtshandig en heeft een tweehandige backhand. Zij was actief in het internationale tennis van 1991 tot 2014. Tegenwoordig woont zij in Hesperange. Zij is drievoudig Luxemburgs Sportvrouw van het Jaar (1993, 1998, 1999).
Kremer vertegenwoordigde haar land tijdens de Olympische Spelen van 1996, 2000 en 2004. Ook maakte zij deel uit van het Luxemburgse Fed Cup-team in 1991–1994, 1996, 1998–2002, 2004–2008 en 2010–2014; daarbij behaalde zij in het enkelspel een winst/verlies-balans van 45–29.
Zij wist twee titels te winnen in het enkelspel op de WTA-tour, beide in 2000. Zij won de toernooien van Auckland en Pattaya. Haar mooiste overwinningen zijn die op Monica Seles (WTA-4) tijdens Eastbourne 1999 en Arantxa Sánchez Vicario (WTA-5) tijdens Miami 1999.
Haar beste resultaat op de grandslamtoernooien is het bereiken van de derde ronde, eenmaal op Wimbledon 1999, een tweede maal op Roland Garros 2002 en een derde maal op Wimbledon 2004. Haar hoogste notering op de WTA-ranglijst is de 18e plaats, die zij bereikte in juli 2002.
Kremer was weinig actief in het dubbelspel.

## Posities op deWTA-ranglijst
Positie per einde seizoen:
| jaartal | ranking enkelspel | ranking dubbelspel |
| ------- | ----------------- | ------------------ |
| 1992    | 783               | –                  |
|         |                   |                    |
| 1994    | 248               | 589                |
| 1995    | 231               | –                  |
| 1996    | 134               | –                  |
| 1997    | 129               | –                  |
| 1998    | 74                | 892                |
| 1999    | 31                | 212                |
| 2000    | 35                | 373                |
| 2001    | 33                | 212                |
| 2002    | 25                | 217                |
| 2003    | 389               | –                  |
| 2004    | 94                | 273                |
| 2005    | 166               | 812                |
| 2006    | 142               | 284                |
| 2007    | 85                | 314                |
| 2008    | 264               | 555                |
| 2009    | 559               | –                  |
| 2010    | 165               | 744                |
| 2011    | 254               | 290                |
| 2012    | 496               | 619                |
| 2013    | 986               | –                  |

## Palmares
| Legenda                |
| ---------------------- |
| Grandslamtoernooi      |
| Olympische Spelen      |
| Year-End Championships |
| Tier I                 |
| Tier II                |
| Tier III               |
| Tier IV & V            |

### WTA-finaleplaatsen enkelspel
| nr.              | finaledatum | toernooi      | ondergrond | tegenstandster    | score         |         |
| ---------------- | ----------- | ------------- | ---------- | ----------------- | ------------- | ------- |
| Gewonnen finales |             |               |            |                   |               |         |
| 1.               | 2000-01-08  | WTA Auckland  | hardcourt  | Cara Black        | 6-4, 6-4      | details |
| 2.               | 2000-11-19  | WTA Pattaya   | hardcourt  | Tatjana Panova    | 6-1, 6-4      | details |
| Verloren finales |             |               |            |                   |               |         |
| 1.               | 1999-11-21  | WTA Pattaya   | hardcourt  | Magdalena Maleeva | 6-4, 1-6, 2-6 | details |
| 2.               | 2001-04-22  | WTA Boedapest | gravel     | Magdalena Maleeva | 6-3, 2-6, 4-6 | details |

## Resultaten grandslamtoernooien
| Legenda | Legenda                          |
| ------- | -------------------------------- |
| g.t.    | geen toernooi gehouden           |
| l.c.    | lagere categorie                 |
| –       | niet deelgenomen                 |
| G       | uitgeschakeld in de groepsfase   |
| 1R      | uitgeschakeld in de eerste ronde |
| 2R      | uitgeschakeld in de tweede ronde |
| 3R      | uitgeschakeld in de derde ronde  |
| 4R      | uitgeschakeld in de vierde ronde |
| KF      | uitgeschakeld in de kwartfinale  |
| HF      | uitgeschakeld in de halve finale |
| F       | de finale verloren               |
| W       | het toernooi gewonnen            |
| w-v     | winst/verlies-balans             |

### Enkelspel
| Australian Open | –  | 1R | –  | 2R | 1R | 2R | 2R | 2R | –  | 1R | 2R | 2R | 1R | 6-10 |
| Roland Garros   | –  | –  | –  | 2R | 2R | 2R | 3R | –  | –  | 1R | 1R | 1R | –  | 5-7  |
| Wimbledon       | 1R | 1R | –  | 3R | 1R | 1R | 2R | –  | 3R | 2R | 1R | –  | –  | 6-9  |
| US Open         | –  | –  | 2R | 2R | 2R | 1R | 1R | –  | –  | 1R | –  | –  | –  | 3-6  |

### Vrouwendubbelspel
| Toernooi        | 2005 |    | 2008 | w-v |
| --------------- | ---- | -- | ---- | --- |
| Australian Open | 1R   | 1R | 0-2  |     |
| Roland Garros   | 1R   | –  | 0-1  |     |
| Wimbledon       | 1R   | –  | 0-1  |     |
| US Open         | –    | –  | 0-0  |     |